# Knolribzaad
Knolribzaad (Chaerophyllum bulbosum) of knolkervel als naam voor de groente, is een tweejarige, kruidachtige plant uit de schermbloemenfamilie. Knolribzaad wordt 1 tot 2 m hoog en bloeit van juni tot augustus. De plant heeft een tot een knol verdikt hypocotyl (het deel van de stengel onder de zaadlobben). Omwille van deze eetbare knol wordt de plant op kleine schaal gekweekt in Nederland en Duitsland. In Oost-Europa wordt de plant algemener als groente gekweekt. In het wild komt de plant in Nederland zeldzaam voor langs de grote rivieren. In België wordt de plant niet in de natuur aangetroffen.

## Naam
Voor de wilde plant wordt de naam knolribzaad, verwijzend naar de geribbelde zaden, gebruikt. De Nederlandse naam van het geslacht Chaerophyllum (ribzaad) duidt hier ook op. De naam knolkervel wordt metonymisch voor de groente gebruikt. De knolkervel is niet direct verwant met de echte kervel (Anthriscus cerefolium). Terwijl deze plant gebruikt wordt om zijn eetbare, aromatische bladeren, zijn de bladeren van de knolkervel licht giftig. De plant heeft deze bijnaam gekregen door de uiterlijke gelijkenis met zijn geveerde bladeren met de echte kervel.

## Uiterlijk
Knolribzaad heeft een gladde, holle stengel die onderaan stekelig behaard is en rode vlekken heeft. Hogerop is de stengel kaal, blauwachtig berijpt en voorzien van rode strepen. Onder de knopen is de stengel verdikt. De bladeren zijn drie- of viervoudig geveerd en aan de onderzijde behaard. De witte bloemen staan in samengestelde schermen met 5 tot 12 stralen.

## Oorsprong en verspreiding
Het oorspronkelijke verspreidingsgebied van knolribzaad ligt in de Kaukasus. Tegenwoordig komt de plant in Midden- en Oost-Europa, op de Balkan, in het westen van Rusland en sporadisch in Scandinavië voor.

## Biotoop
Chaerophyllum bulbosum gedijt op natte, voedselrijke gronden en komt dus voornamelijk op rivieroevers en in uiterwaarden voor. Daarnaast is de plant te vinden in ruigten, heggen en bermen.

## Groente

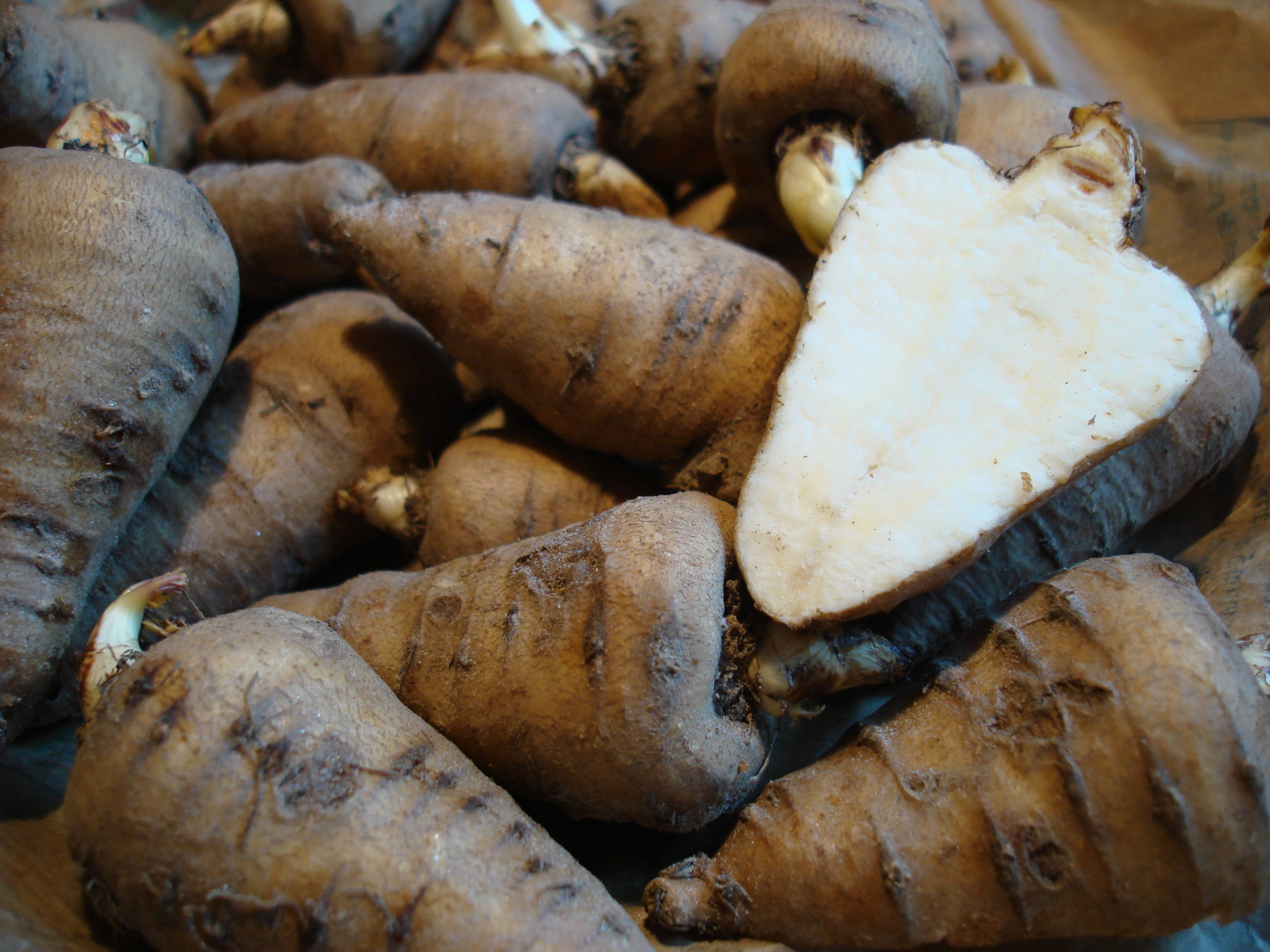
Geoogste knollen van de knolkervel

Tot in de negentiende eeuw werd de knolkervel nog vrij algemeen als groente verbouwd, daarna werd hij op het menu verdrongen door onder andere de aardappel. De stevige, donkere knol wordt tot 10 cm groot. Ze variëren in vorm van bolrond tot langgerekt en zijn van binnen wit. De knol kan niet rauw gegeten worden maar gekookt is hij zeer smakelijk. De knol is eiwit- en zetmeelrijk en heeft een zachtzoete smaak die neigt naar kastanjes.